# Pediomelum
Genre
Pediomelum est un genre de plantes à fleurs dicotylédones de la famille des Fabaceae, sous-famille des Faboideae, originaire d'Amérique du Nord, qui comprend une dizaine d'espèces acceptées.

## Liste d'espèces
Selon The Plant List (14 novembre 2018) :
- Pediomelum aromaticum (Payson) W.A.Weber
- Pediomelum californicum (S. Watson) Rydb.
- Pediomelum megalanthum (Wooton & Standl.) Rydb.
- Pediomelum mephiticum (S.Watson) Rydb.
- Pediomelum pariense (S.L. Welsh & N.D. Atwood) J.W. Grimes
- Pediomelum pentaphyllum (L.) J.W.Grimes
- Pediomelum reverchonii (S. Watson) Rydb.
- Pediomelum sonorae Rydb.
- Pediomelum subacaule (Torr. & A.Gray) Rydb.
- Pediomelum tenuiflorum (Pursh) A.N. Egan
- Pediomelum trinervatum Rydb.